# Donato Bilancia
 (février 2015).
Donato Bilancia (né le 10 juillet 1951 à Potenza, en Basilicate et mort le 17 décembre 2020 à Padoue) est un tueur en série italien, condamné à 13 peines à perpétuité pour avoir commis une série de 17 meurtres (neuf femmes et huit hommes), entre les sept mois d'octobre 1997 et mai 1998 en Ligurie et au Piémont.

## Biographie
Donato Bilancia aurait tué 17 personnes entre 1997 et 1998 dans le Bas Piémont. À la suite d'un accident de travail il fut reconnu en 1973 invalide à 44 %. Il est condamné à la prison à perpétuité à Padoue.
Né à Potenza, dans le sud de l'Italie, en 1951. À cinq ans, sa famille déménage dans le Nord de l'Italie, d'abord dans le Piémont, puis à Gênes, dans la région de Ligurie. Étant atteint d'énurésie nocturne jusqu'à l'âge de dix ou douze ans, sa mère lui fait honte en exhibant son matelas humide sur le balcon, bien en vue des voisins, et sa tante l'humilie en exhibant son pénis sous-développé devant ses cousins à l'heure du coucher.
À 14 ans, il se fait appeler « Walter », et abandonne l'école secondaire pour faire des petits jobs, comme mécanicien, barman, livreur ou boulanger.
En 1987, le suicide de son frère Michael le marque de façon permanente, amplifiant ainsi ses troubles mentaux présents depuis quelque temps.
En 1990, il est victime d'un accident de voiture qui le place dans le coma pendant plusieurs jours.

## Premiers crimes
Toujours mineur (1974)[pas clair], la Bilancia se fait arrêter pour le vol d'un scooter, et celui d'un camion de marchandises de Noël. Il sera relâché.
En 1974, il est arrêté pour vol et port d'arme illégale, il sera interné au service psychiatrie de l'hôpital général de Gênes, d'où il s'enfuira.
Après avoir été appréhendé, il sera incarcéré 18 mois en prison pour vol, et fera d'autres prisons en France, et en Italie, toujours pour vol qualifié, et vol à mains armée.
Nonobstant le fait qu'il ait des antécédents psychiatriques, il n'a aucun antécédent de violences, jusqu'à l'âge de 47 ans.

## Meurtres
Bilancia vit seul, et est un joueur compulsif.
Son premier meurtre remonte à octobre 1997, alors qu'un ami, Centanaro George, l'invite à une table de jeu de cartes. Le jeu est truqué et Bilancia perd 185 000 000 lires (environ 90 099 €). Réalisant cela, Bilancia étouffe Centanaro avec du ruban adhésif. Dans un premier temps, les autorités pensent à une crise cardiaque.
Les deux meurtres suivants concernent l'exploitant de la salle de jeu, et son épouse, il en profite pour vider leur coffre fort.
Bilancia prend alors goût au meurtre, et porte pour tous ses meurtres un revolver de calibre 38 chargé de munitions "Wad Cutter". Il ne cache jamais les corps de ses victimes.
Dans le même mois, il suit un bijoutier jusqu'à sa demeure pour le voler, puis le tue lorsque la femme se met à crier. Il vide leur coffre à bijoux.
Il vole et tue par la suite un changeur d'argent. Deux mois plus tard, il tue un veilleur de nuit en pleine ronde, tout simplement parce qu'il n'aime pas les veilleurs de nuit. Il tue deux prostituées, une Albanaise et une Russe. il tue un second changeur d'argent, en lui tirant dessus à plusieurs reprises, puis vide son coffre-fort.
En mars 1998, lors de rapports sexuels oraux avec une prostituée trans, il tue deux veilleurs de nuit qui l'interrompent, et abat la prostituée, mais celle-ci survit et aide la police à établir un portrait robot de Bilancia et à témoigner contre lui.
Il tue par la suite une prostituée nigériane et une Ukrainienne, puis vole et agresse une prostituée italienne sans la tuer.
Le 12 avril 1998, il prend le train de Gênes pour Venise, parce qu'il « veut tuer une femme ». Repérant une jeune femme voyageant seule, il la suit dans les toilettes, déverrouille la porte avec une clé squelette, puis lui tire dans la tête et lui vole son billet de train. Six jours plus tard, il monte dans le train à destination de San Remo et suit une autre jeune femme aux toilettes. Il utilise sa clé pour entrer, puis utilise sa veste comme silencieux et lui tire derrière l'oreille. Excité par ses sous-vêtements noirs, il se masturbe et utilise ses vêtements pour nettoyer. Les meurtres de ces deux femmes « respectables » déclenchent un tollé général et la création d'une équipe spéciale de police.
Pour son dernier meurtre, Bilancia assassine un préposé de station-service après le plein d'essence, et prend la recette du jour, soit environ deux millions de lires (environ 1 000 €).

## Arrestation
Basé sur la description d'une Mercedes noire qu'une de ses victimes a vu lorsqu'une prostituée entrait dedans, la nuit où elle a été tuée[pas clair], la police considère comme « suspect numéro un » Bilancia et le suit pendant dix jours. Ils recueillent son ADN à partir des mégots de cigarettes et d'une tasse de café, il correspond à l'ADN trouvé sur les scènes de crimes. Le 6 mai 1998, il est arrêté à son domicile à Gênes et son revolver est saisi. Après huit jours de garde à vue, il avoue.

## Sentence
Le 12 avril 2000, après un procès de 11 mois, Bilancia est condamné à treize peines d'emprisonnement à perpétuité plus une supplémentaire de vingt ans de prison pour avoir tenté d'assassiner la prostituée trans. Le juge ordonne qu'il ne soit jamais libéré.